# 金宪
金宪（？—），男，朝鲜族，中华人民共和国政治人物。现任辽宁海帝升科技有限公司董事长，民建中央委员，民建辽宁省委常委。第十三、十四届全国政协委员。